# Siderone mars
Siderone mars är en fjärilsart som beskrevs av Bates 1860. Siderone mars ingår i släktet Siderone och familjen praktfjärilar. Inga underarter finns listade i Catalogue of Life.